# Iława (Nysa)
Iława (deutsch Eilau) ist eine Ortschaft der Stadt-Land-Gemeinde Nysa (Neisse) in Polen. Sie liegt im Powiat Nyski (Kreis Neisse) in der Woiwodschaft Oppeln.

## Geographie

### Geographische Lage
Iława liegt im Südwesten der historischen Region Oberschlesien. Der Ort liegt etwa zehn Kilometer südwestlich des Gemeindesitzes und der Kreisstadt Nysa und etwa 65 Kilometer südwestlich der Woiwodschaftshauptstadt Opole.
Iława liegt in der Nizina Śląska (Schlesische Tiefebene) innerhalb der Płaskowyż Głubczycki (Leobschützer Lößhügelland). Eilau liegt am Moorwasser (poln. Mora).

### Nachbarorte
Nachbarorte von Iława sind im Norden Morów (Mohrau), im Osten Przełęk (Preiland) und im Westen Koperniki (Köppernig).

## Geschichte
In dem Werk  Liber fundationis episcopatus Vratislaviensis aus den Jahren 1295–1305 wird der Ort erstmals als Ylavia erwähnt. 1372 erfolgte eine Erwähnung als Ilauia sowie 1374 als Ilaw.
Nach dem Ersten Schlesischen Krieg 1742 fiel Eilau mit dem größten Teil Schlesiens an Preußen.
Nach der Neuorganisation der Provinz Schlesien gehörte die Landgemeinde Eilau ab 1816 zum Landkreis Neisse im Regierungsbezirk Oppeln. 1845 bestanden im Dorf eine katholische Schule und 49 weitere Häuser. Im gleichen Jahr lebten in Eilau 356 Menschen, davon drei evangelisch. 1855 lebten 153 Menschen im Ort. 1865 zählte der Ort eine Erbscholtisei, 13 Bauernhöfe, 16 Gärtner- und 8 Häuslerstellen. 1874 wurde der Amtsbezirk Bielau gegründet, welcher aus den Landgemeinden Bielau, Eilau, Mohrau, Preiland und Steinhübel und die Gutsbezirke Bielau, Eilau, Mohrau, Preiland und Steinhübel bestand.
1933 lebten in Eilau 229, 1939 wiederum 221 Menschen. Bis 1945 befand sich der Ort im Landkreis Neisse.
1945 kam der Ort unter polnische Verwaltung und wurde in Iława umbenannt, die Bevölkerung wurde vertrieben. 1950 kam Iława zur Woiwodschaft Oppeln. 1999 kam der Ort zum wiedergegründeten Powiat Nyski.

## Sehenswürdigkeiten
- Römisch-katholische Kirche St. Helena